# Ugo Ojetti

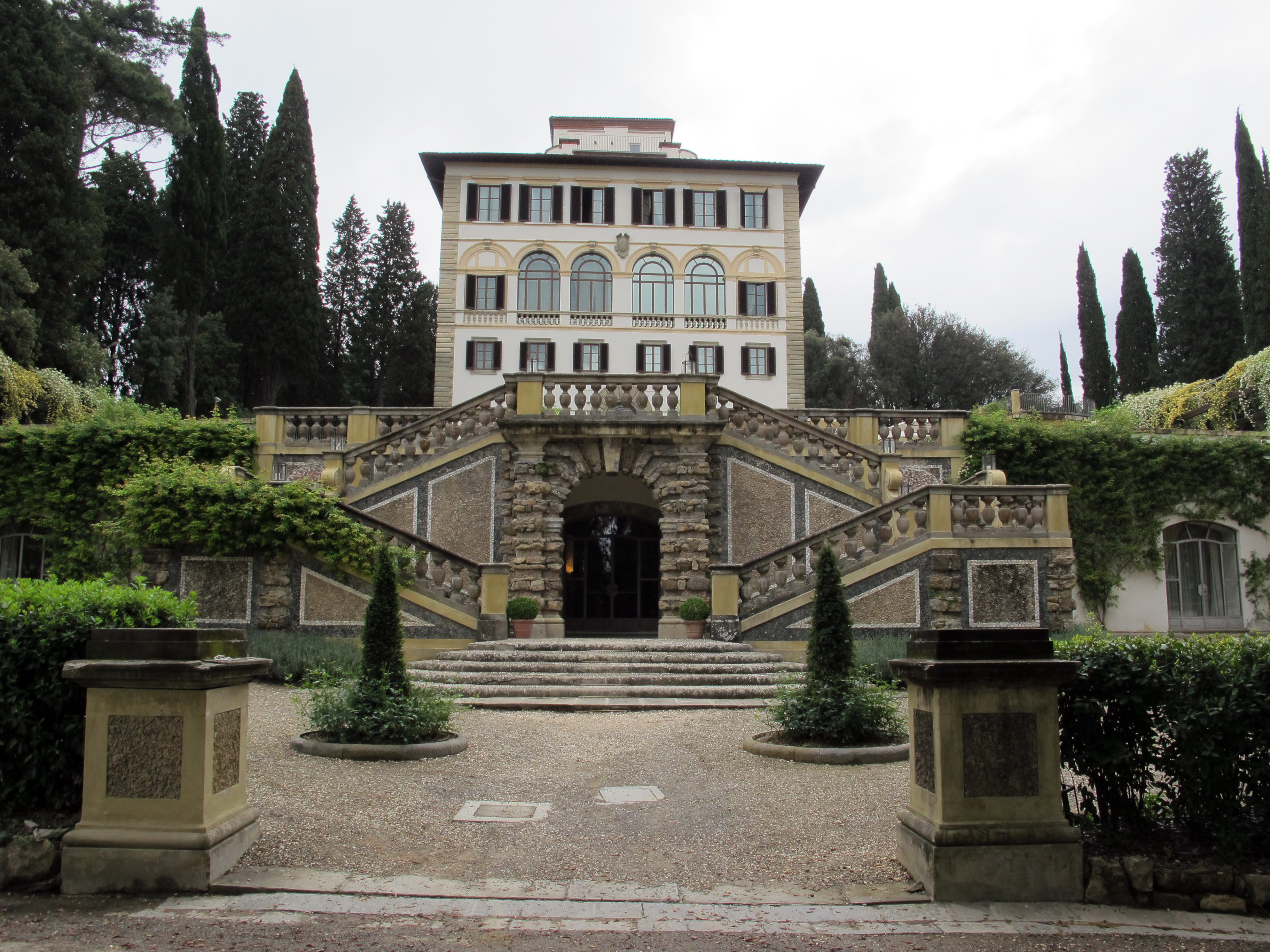
Der langjährige Wohnort Ugo Ojettis, die Villa Il Salviatino in Fiesole.

Ugo Ojetti (* 15. Juli 1871 in Rom; † 1. Januar 1946 in Florenz) war ein italienischer, stark nationalistisch agierender Kunstkritiker, Journalist und Schriftsteller. Einen größeren Teil seiner Beiträge zeichnete er mit dem Pseudonym Il Conte Ottavio.

## Leben
Der Sohn des Architekten Raffaello Ojetti wandte sich nach einem Studium der Jurisprudenz und frühen dichterischen Versuchen einer Karriere im politischen Journalismus zu. Nach einer Entsendung als Auslandskorrespondent nach Ägypten für die nationalistische Zeitschrift La Tribuna (1894) folgten Tätigkeiten für weitere weitverbreitete Printjournale wie Nuova Rassegna, Il Marzocco, Il Giornale di Roma, La Stampa oder Il Giornale d'Italia. Seine Artikel und Interviews konzentrierten sich zunehmend auf die Kunstkritik und er pflegte seit dieser Zeit intensive Kontakte zu verschiedenen italienischen Intellektuellen und Künstlern wie Giosuè Carducci und Gabriele D’Annunzio. Auch einige Ausstellungen verantwortete Ojetti als Kurator (z. B. Mostra del ritratto italiano dal 1500 al 1861, Florenz, Palazzo Vecchio, 1911; Mostra della pittura italiana del '600 e '700, ebenda, Palazzo Pitti, 1922).

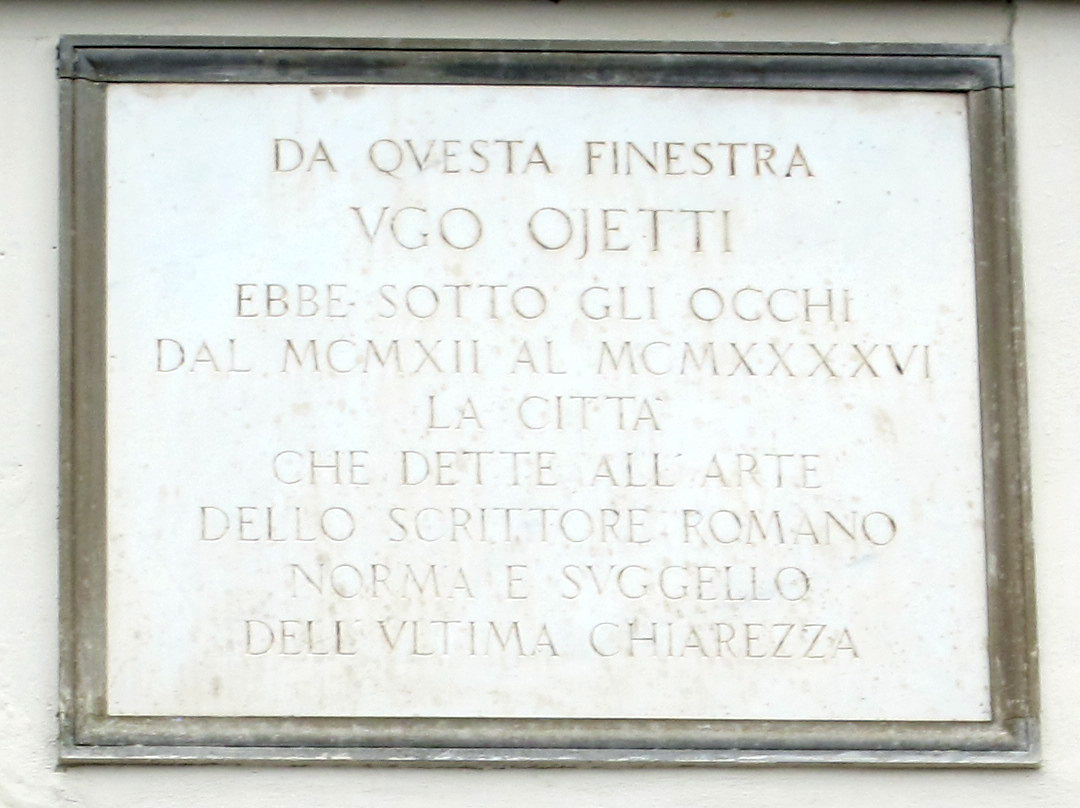
Erinnerungstafel an Ugo Ojetti

1905 heiratete Ojetti Fernanda Gobba und ließ sich in Florenz nieder, 1914 bezog er einen dauerhaften Wohnsitz in Fiesole in der Villa Il Salviatino.
Kurz darauf meldete er sich freiwillig zum Militäreinsatz im Ersten Weltkrieg. Zu Beginn des Krieges wurde er mit der Sicherstellung von Kunstwerken aus der vor österreichisch-ungarischen Luftangriffen bedrohten Lagunenstadt Venedig betraut. In der Folgezeit publizierte er rege stark patriotisch und nationalistisch geprägte Artikel und Kleinschriften, insbesondere nach seiner Ernennung im März 1918 zum Kommissar für Feindpropaganda. In letzterer Rolle verfasste er auch einige Texte der beim Flug über Wien im August 1918 unter anderem von Gabriele D’Annunzio abgeworfenen Flugblätter.
Nach dem Ende des Kriegs gründete er mehrere Kunstzeitschriften: Dedalo (Mailand, 1920–1933), Pegaso (Florenz, 1929–1933) und Pan (Mailand, 1933–1935). Trotz ihrer Kurzlebigkeit gehören alle drei Journale zu den wichtigsten Publikationsorganen und historischen Zeugnissen des italienischen Kunstgeschehens der Zwischenkriegszeit. Daneben schrieb Ojetti weiterhin für die Tagespresse, 1926 und 1927 fungierte er zudem als Direktor des Corriere della Sera. Außerdem verantwortete er mehrere populäre Editionen von Hauptwerken der italienischen Prosa, etwa die Reihe I Classici Rizzoli. 1930 wurde Ugo Ojetti zum Mitglied der Accademia d’Italia ernannt.
1925 zeichnete Ojetti das von Giovanni Gentile initiierte Manifest der faschistischen Intellektuellen und bekannte sich damit endgültig zu Benito Mussolini, für dessen Kurs er bereits zuvor öffentlich starke Sympathien gezeigt hatte. Die Rolle Ojettis im faschistischen Italien ist von der Forschung jedoch bislang kaum aufgearbeitet bzw. wird weitestgehend ignoriert.
Ugo Ojetti hinterließ eine Tochter, die als Drehbuchautorin und Filmkritikerin bekannte Paola Ojetti (1908–1978).

## Schriften (in Auswahl)

### Literarische Werke
- Senza Dio (1894)
- Le vie del peccato (1902)
- Mio figlio ferroviere (1922)

### Kunstgeschichtliche Schriften
- Ritratti d'artisti italiani (1911)
- I nani tra le colonne (1920)
- Raffaello e altre leggi (1921)
- La pittura italiana del Seicento e del Settecento (1924)
- La pittura italiana dell'Ottocento (1929)

### Sonstige Schriften
- I monumenti italiani e la guerra (1917) (Digitalisat)
- Lettere alla moglie 1915–1919 (1964 posthum)